# 北京控股翺龍籃球倶楽部
北京控股翺龍籃球倶楽部（簡：北京控股翱龙篮球俱乐部、英：Beijing Entertainment Group Basketball Franchise、北京控股フライドラゴンズ）は、中華人民共和国・北京市を本拠地とするプロバスケットボールチームである。中国プロバスケットボールリーグ所属。
現在のチーム名は北京紫禁勇士籃球倶楽部（簡：北京紫禁勇士篮球俱乐部、英：Beijing Royal Fighters Basketball Club、北京控股）である。

## 歴史
2009年に南海控股有限公司が投資し広州自由人籃球倶楽部（广州自由人篮球俱乐部）を設立。しばらくCBAに昇格出来なかったため出資元も興味を失い一旦2012年9月に解散。その後、広州自由人のチームを基盤に、2013年4月に重慶翺龍男子籃球倶楽部（重庆翱龙男子篮球俱乐部）が創立された。ホームアリーナを重慶大田湾全民健身中心とした。
2014年にNBLから2チームがCBAに昇格することとなり、江蘇同曦大聖とともに昇格した。
2016年から北京控股グループが買収し、北京控股翺龍籃球倶楽部と改名された。ホームアリーナは国家オリンピックスポーツセンター体育館。
2019年にチーム名を紫禁勇士隊（紫禁勇士队、Royal Fighters）と改名し、正式なクラブ名を北京控股紫禁勇士籃球倶楽部（北京控股紫禁勇士篮球俱乐部）とした。

## 主な所属選手
- ジョシュ・ハレルソン（2014-2015）
- エステバン・バティスタ（2015-）
- メディ・カムラニ（2015-2016）